# Luddingsbo
Luddingsbo – miejscowość (tätort) w Szwecji, w regionie administracyjnym (län) Östergötland, w gminie Söderköping.
Według danych Szwedzkiego Urzędu Statystycznego liczba ludności wyniosła: 215 (31 grudnia 2015), 225 (31 grudnia 2018) i 235 (31 grudnia 2019).